# Tekan Berhe
Tekan Berhe Amare (amharisch ተካን በርሄ አማረ; * 20. Januar 2003) ist eine äthiopische Leichtathletin, die sich auf den Langstreckenlauf spezialisiert hat.

## Sportliche Laufbahn
Erste internationale Erfahrungen sammelte Tekan Berhe im Jahr 2024, als sie bei den Afrikaspielen in Accra in 33:51,50 min die Bronzemedaille im 10.000-Meter-Lauf hinter der Kenianerin Janeth Chepngetich und ihrer Landsfrau Wede Kefale gewann. 

## Persönliche Bestzeiten
- 5000 Meter: 15:29,83 min, 18. Mai 2023 in Nerja
- 10.000 Meter: 33:51,50 min, 21. März 2024 in Accra